# Sonates per a solista de Händel (Chrysander)

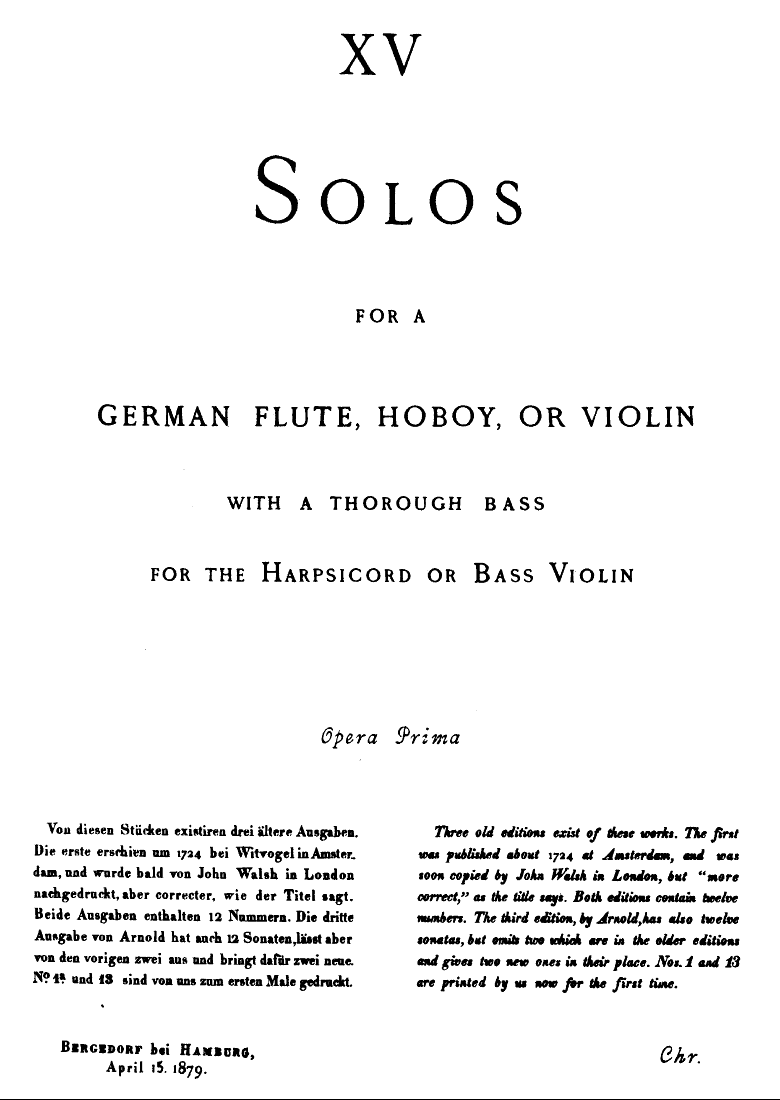
Portada

Friedrich Chrysander publicà el 1879 un edició de Sonates per a solista de Händel. El volum de 72 pàgines, titulat XV Solos for a German Flute, Hoboy, or Violin with a Thorough Bass for the Harpsichord or Bass Violin, conté sonates per a diversos instruments solistes, en principi totes compostes per Georg Friedrich Händel. El text de la portada posa: Sonate da Camera di G.F.Handel. La publicació inclou totes les sonates publicades per Walsh el 1732; i, a més dels extres afegits per Chrysander, inclouen el conjunt que es coneix com a "Opus 1" de Händel.
A més de les 15 sonates que indica el títol, Chrysander va afegir les partitures de quatre sonates més, és a dir, dinou sonates en total. Les primeres setze sonate (Ia, Ib i les que van de al II a la XV) han estat incloses en el volum HG 27. La sonata VI i les darreres quatre sonates ho estan en el volum HG 48 (p. 112–139).
L'instrument musical esmentat a l'inici de cada sonata no sempre correspon a l'instrument per al qual ha estat escrit per Händel. Chrysander era conscient que les vendes es veien reforçades afegint una gran varietat d'instruments.
Cada sonata mostra la melodia i la línia del baix, amb l'expectativa que un clavicembalista competent ja improvisaria a partir del baix figurat les veus interiors omeses.
Malgrat el títol, hi ha cinc instruments esmentats en l'obra: la flauta travessera, la flauta dolça, l'oboè, el violí i la viola da gamba.

## Taula de les sonates

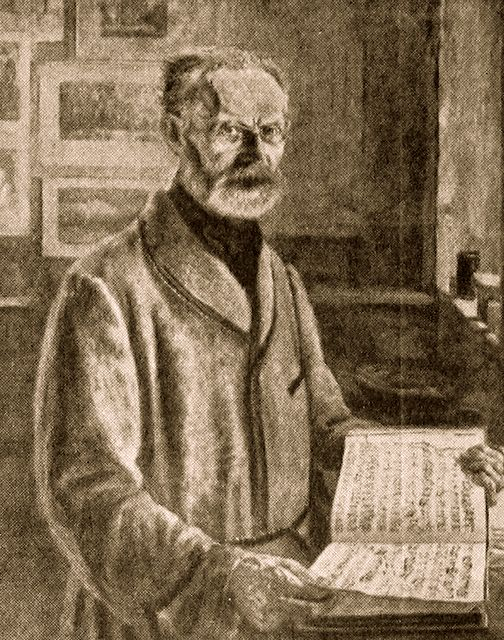
Friedrich Chrysander

La taula següent recull cada sonata inclosa en la publicació del 1879 de Chrysander, així com detalls sobre l'instrument, la tonalitat i la relació amb la sonata original de Händel.
| Títol        | Pàg. | Instrument     | Tonalitat | Sonata original |
| ------------ | ---- | -------------- | --------- | --- |
| Sonata Ia    | 2    | Flauta         | Mi major  | Sonata per a flauta en mi menor (HWV 379). (Aquesta versió no apareix en la publicació de Walsh) |
| Sonata Ib    | 6    | Flauta         | Mi major  | Sonata per a flauta en mi menor (HWV 359b) |
| Sonata II    | 9    | Flauta dolça   | Sol menor | Sonata per a flauta dolça en sol menor (HWV 360) |
| Sonata III   | 12   | Violí          | La major  | Sonata per a violí en la major (HWV 361) |
| Sonata IV    | 15   | Flauta dolça   | La menor  | Sonata per a flauta dolça en la menor (HWV 362) |
| Sonata V     | 19   | Flauta         | Sol major | Sonata per a flauta en sol major (HWV 363b) |
| Sonata VI    | 22   | Oboè           | Sol menor | Sonata per a violí en sol menor (HWV 364a) |
| Sonata VII   | 25   | Flauta dolça   | Do major  | Sonata per a flauta dolça en do major (HWV 365) |
| Sonata VIII  | 29   | Oboè           | Do menor  | Sonata per a oboè en do menor (HWV 366) |
| Sonata IX    | 32   | Flauta         | Si menor  | Sonata per a flauta en si menor (HWV 367b). Chrysander va publicar el que avui es considera l'Opus 1 núm. 9b de Händel. L'Opus 1 núm. 9 bis de Händel és la Sonata per a flauta dolça en re menor (HWV 367A) |
| Sonata X     | 37   | Violí          | Sol menor | Sonata per a violí en sol menor (HWV 368). Probablement espúria. |
| Sonata XI    | 40   | Flauta dolça   | Fa major  | Sonata per a flauta dolça en fa major (HWV 369) |
| Sonata XII   | 42   | Violí          | Fa major  | Sonata per a violí en fa major (HWV 370). Probablement espúria. |
| Sonata XIII  | 47   | Violí          | Re major  | Sonata per a violí en re major (HWV 371). No publicada per Walsh. La designació d'Opus 1 núm. 13 és de Chrysander. |
| Sonata XIV   | 51   | Violí          | La major  | Sonata per a violí en la major (HWV 372). Publicada per Walsh cap el 1730 (fent-se passar per J. Roger) com a Op. 1, núm. 10. La designació d'Opus 1 núm. 14 és de Chrysander. Probablement espúria. |
| Sonata XV    | 54   | Violí          | Mi major  | Sonata per a violí en mi major (HWV 373). Publicada per Walsh cap el 1730 (fent-se passar per J. Roger) com a Op. 1, núm. 12. La designació d'Opus 1 núm. 15 és de Chrysander. Probablement espúria. |
| Sonata XVI   | 57   | Flauta         | La menor  | Sonata per a flauta en la menor (HWV 374). En aquesta publicació l'obra té el subtítol "(v. Sonata I — XV: vol. 27, pag. 1-56)". D'autenticitat dubtosa. També coneguda com a "Halle Sonata núm. 1". Núm. 1 de les Six Solos, Four for a German Flute … Compos'd by Mr Handel, Sigr Geminiani, Sigr Somis, Sigr Brivio (Londres, 1730). |
| Sonata XVII  | 61   | Flauta         | Mi major  | Sonata per a flauta en mi menor (HWV 375). Autenticitat dubtosa. També coneguda com a "Halle Sonata núm. 2". Núm. 2 de les Six Solos, Four for a German Flute … Compos'd by Mr Handel, Sigr Geminiani, Sigr Somis, Sigr Brivio (Londres, 1730). Moviments 1–2 de la HWV 366; el mov. 4 és el Minuet per a teclat en sol menor.          |
| Sonata XVIII | 64   | Flauta         | Si menor  | Sonata per a flauta en si menor (HWV 376). Autenticitat dubtosa. També coneguda com a "Halle Sonata núm. 3". Núm. 3 de les Six Solos, Four for a German Flute … Compos'd by Mr Handel, Sigr Geminiani, Sigr Somis, Sigr Brivio (Londres, 1730).                                                                                         |
| Sonata       | 67   | Viola da gamba | Do major  | No apareix al catàleg HWV (és espúria—possiblement de J.M. Leffloth). Per algun motiu desconegut, Chrysander va ometre la "XIX" en el títol. El baix no és figurat. L'obra apareix també publicada en el HG xlviii,112. |